# 热化学
热化学（英語：Thermochemistry）是研究化学反应及物质聚集状态改变所伴随的热效应的学科。化学反应和相变（例如熔化、沸腾）都能吸收或放出热量，而热化学研究这些能量变化，尤其是系统和其周围环境的能量变化。热化学可用于推测给定反应过程中的反应物和产物的量。如果结合熵，它还用于推测反应是否自发。
热化学通常包括对热容量、燃烧热、生成热、焓、熵、自由能的计算。

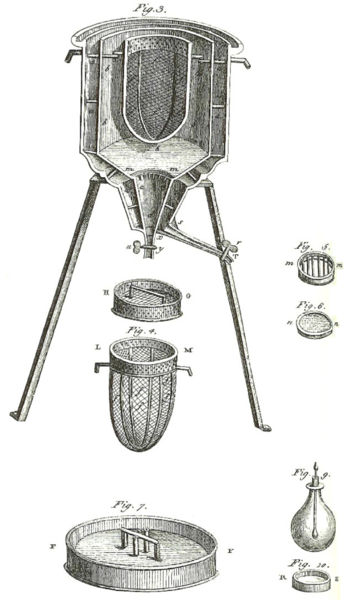
安托万-洛朗·德·拉瓦锡与皮埃尔-西蒙·拉普拉斯在1782年至1783年间使用了世界上第一个冰量热计，测定在不同化学反应中的热量；后续的计算基于约瑟夫·布拉克早先时期发现的潜热。这些实验标志着热化学的开端。

## 起源
热化学基于以下两条定律：
1. 任何反应的能量变化与逆向过程的能量变化相等。（由安托万-洛朗·德·拉瓦锡与皮埃尔-西蒙·拉普拉斯于1780年提出）[2]
2. 在条件不变的情况下，化学反应的热效应只与起始和终了状态有关，与变化途径无关。（赫斯定律，于1840年提出）

这两条定律产生于热力学第一定律之前，并促进了热力学第一定律的制定。
安托万-洛朗·德·拉瓦锡与皮埃尔-西蒙·拉普拉斯和杰迈因·亨利·盖斯也研究了比热和潜热，而约瑟夫·布拉克对潜能变化概念的发展作出了最重要的贡献。
古斯塔夫·基尔霍夫在1858年提出了焓变值和温度的关系式：{\displaystyle [{\partial (\Delta H) \over \partial T}]=\Delta C_{p}}，该方程使借助某一温度下的反应焓变计算其他温度下的反应焓变成为可能。

## 量热法
热量变化的测量使用量热法进行，通常需要一个封闭室，在其中使该反应发生并测量。使用温度计或热电偶监测封闭室的温度，并将温度与时间对应，可以得到能够计算基本参数的数据图。现代量热法经常配有自动装置来快速读取信息，如差示扫描量热法（DSC）。

## 系统
很多热力学定义在热化学中具有重要地位。系统是指用于热力学研究的有限宏观区域，系统之外的空间被称为环境。系统分为：
- 孤立系统，既不能与环境交换能量也不能交换物质，如绝热弹卡计（英语：Calorimeter#Bomb calorimeters）
- 隔热系统，可以与外界交换机械功，但不能交换热量或物质，如绝热活塞
- 力学孤立系统，可以与环境交换热量，但不能交换机械功或物质，如非绝热弹卡计（英语：Calorimeter#Bomb calorimeters）
- 封闭系统，只能与环境交换能量而不能交换物质，如非绝热活塞
- 开放系统，可以与环境交换物质和能量，例如一壶开水

## （热力学）过程
当一个或多个热力学属性改变时，系统经历热力学过程。过程与状态的变化有关。当系统的温度保持恒定时，发生等温过程；当系统的压强保持不变时，发生等压过程；当没有热交换发生时，发生绝热过程。